# 復合 (伴侶關係)
復合，是指情侶或配偶間分手後再次回復關係，重修舊好。在正式法律上可稱為和解，即在配偶申請分居協議後決定復合。復合一般可能是伴侶在分手時只因爭執或習慣不合等原因而分開，但在分手後仍然愛對方。一般情侶在分手後都難以復合，除非雙方互相為關係作出讓步，例如生活習慣、性格等的改變。
台灣海苔熊心理學家曾引述科學分析透視五種復合因素，分別是：揮之不去的感情、覺得關係改善了、不清楚分手的理由，不確定彼此的關係、沒有新對象、及復合的要求究竟是誰提的。